# メルルのアトリエ 〜アーランドの錬金術士3〜
『メルルのアトリエ 〜アーランドの錬金術士3〜』は、2011年6月23日にガストが発売したPlayStation 3用ロールプレイングゲームである。錬金術によるアイテム作成を主題としたアトリエシリーズの13作目であり、『アーランドの錬金術士』シリーズの3作目となる作品である。
前作までの要素に加えて、開拓が新たなテーマとして追加された:p.4。物語は、前作の一年後、辺境の小国アールズ王国のメルル姫が、前作『トトリのアトリエ 〜アーランドの錬金術士2〜』の主人公である錬金術士のトトリに弟子入りしたところから始まる。メルル姫が錬金術を活用し、王国を発展させていく。キャラクターデザインは、前2作と同様に岸田メルが担当している。また、前2作のシナリオは鈴木俊行が担当していたが、本作ではシナリオ工房 月光が担当した。
2013年3月20日には追加要素を加えたPlayStation Vita用ソフト『メルルのアトリエPlus 〜アーランドの錬金術士3〜』が発売され、後に追加要素の一部がPlayStation 3版にも適用されるようになった。また、2018年9月20日にはPlayStation 4とNintendo Switch用のソフトとして『メルルのアトリエ 〜アーランドの錬金術士3〜 DX』とアーランドシリーズの『1』『2』を同時収録した『アトリエ 〜アーランドの錬金術士1・2・3〜 DX』の発売された。その後、Steam版が2018年12月4日に発売された。

## ゲームシステム

### 開拓と課題
本作品では王国を発展させ、人口を増加させることがゲームシナリオの主要な目的になっている。発展の状態は「開拓ポイント」と「王国ランク」で示され、「人口」は発展するにつれ増加していく。プレイヤーがなすべきことは、開拓民の悩みなどが手紙の形でメルル姫へ届けられ、課題が設定されることで示される。この課題を達成すると「開拓ポイント」を得ることができ、有利な効果を持つ施設を建てることもできる。一定以上の「開拓ポイント」を獲得すると「王国ランク」が向上し、冒険の舞台も広がっていく。
課題にはいくつかの種類がある。開拓民の悩みに答えるものでは、多くの場合、錬金術で指定されたアイテムを作成し指定の開拓地に届けることで達成できる。アイテムが複数個要求される場合、追加の要件を満たすと必要数を減らすことができる。この種の課題をこなしていくと、開拓地が発展しその地で入手できるアイテムが良いものになっていく。開拓事業に関するものでは、新しい地域に進みモンスターを倒していくことで、開拓地候補となる土地を発見できる。その他に、通常より強力なモンスターを退治するものや、特定のコマンドを所定の回数実行するといった記録、やり込み要素を持つものなどがある。
ラストボスの概念が再び廃止されており、強力なモンスターを必ずしも倒さねばならないという事は無い。

### 調合
他のシリーズ作品同様、工房で調合（錬金術によるアイテム作成）が行える。ゲーム上に存在するアイテムには「大きな」「使用回数+1」などの特性が付いており、同じ種類のアイテムでも特性の違いにより効果が修正される。アイテム作成時には材料の持つ特性を、そのまま、または強化して引き継ぐことができる。アイテムには種類ごとに入手・作成の難易度に応じたレベルが設定されており、より有用な特性を引き継ぐためには、より高レベルの材料が要求される。その他に、個々のアイテムには効力の大きさを表す120点満点の品質評価、6段階のランク評価がされ、作成時に使用する材料によって同じ種類のアイテムでも全く異なる機能を持つことがある。

### ゲーム期間
ゲームは5年の期間を一日単位ですすめていく。3年後に一定の条件を満たせないか、5年の期間満了で、物語の進行状況に関わらずゲームが終了する。
また、3ヶ月毎にゲーム中の出来事が新聞という形でまとめられる。

### その他
ゲームの舞台は、町や開拓地などが3次元モデルで表現されたフィールドと、王国の全体図を表しフィールド間の移動に使うワールドマップとから成り立っている。フィールド間の移動にはゲーム内で数日かかる。今作では移動中に敵と遭遇したり、コールやアイテムを拾うシステムは廃止となった。
フィールドでは、アイテムの材料を入手したり、戦闘したりできる。戦闘する敵との遭遇にはシンボルエンカウント方式が採用されている。各キャラクターはHP, MP, LPのポイントを持つ。LPはワールドマップの移動や戦闘での行動により減っていき、残量により戦闘でペナルティ・ボーナスがつく。LPは町での回復や、食料となるアイテムの使用で回復できる。今作ではHP以外の値が0になっても気絶はしなくなった。
依頼のシステムについては、前作までは調合品と採取物の両方が混合していたが、今作では通常依頼は採取物、フレンドクエストは調合品という風に分けられている。また、前作では質の悪い品物を持っていくと、「仕事が雑だ」と評され報酬が減らされてしまったが、今作では質の悪い品物を持って行っても報酬は減らない。更に期限も無期限となった為、前作までよりこなし易くなった。代わりに報酬以外にアイテムが貰えるシステムは無くなった。
フレンドクエストも前作では調合を行った際に稀に仲間が訪れ、それを渡すと報酬は貰えず交友値のみが上昇する仕組みであったが、今作では通常の依頼同様酒場の受付で引き受けられる物になり、報酬と交友値の両方が上昇するようになった。更に前作までとは違い、武器や防具の作成に使用するインゴットとクロースの納品依頼は無くなっている。
今作以降の新しいサブシステムとして「BGM変更」の機能が追加された。これは、過去にリリースされたアトリエシリーズの曲の中から厳選されたBGMを任意に選んで変更出来るというもの。初期状態ではアーランドシリーズの過去2作のBGMからごくごく一部が収録されているのみだが、追加コンテンツのダウンロードにより、選択出来る曲を増やす事が可能。Plusでは「アーシャのアトリエ」、「エスカ＆ロジーのアトリエ」のBGMも追加された。
今作は周回する際に「所持金」は引き継げなくなっている。Plus版も当初はそのような仕様であったが、アップデートにより他作品同様引き継げるようになった。

## 評価
『週刊ファミ通』のクロスレビューでは40点満点中35点を獲得した。ゲームの主要素であるアイテム作成と材料の収集は中毒性が高いとされ、開拓も好評であった。4人のレビュワーのうち2人がゲームシステムの快適さに言及し、残りの2人もゲームバランスとテンポがよく遊びやすい、飽きさせない丁寧な作りと評価した。ゲーム中、イベントシーンが頻繁に挿入されることについては評価が分かれた。

## 開発
ディレクターの岡村佳人によれば、本作品はアーランドの錬金術士の物語の完結編として企画され、大団円を迎えることを目指して開発が進められたという:p.9。3部作の過去の登場人物も盛り込まれ、ゲームシステムもアトリエシリーズの集大成であることが意識された。ただし最終的にはきちんとした完結とはならず、「いつものアトリエと同じような」形の結末に落ち着いてしまったとしており、機会があればとしつつも別の結末を描きたいとも語っている。
岸田は自分のペンネームに被ることもあって本作の主人公名、そしてその派生で決まるゲームタイトルに猛反対したが、ガスト側は問題なしとして聞き入れてもらえず、そのままゴーサインが出てしまったという。また、ロロナ役の門脇はアフレコの際に「一カ所、『メルルちゃん』というところを『メルちゃん』と間違えた」とのこと。

### 発売後のレイティング変更
本作品は出荷当初、CEROにより「A」（全年齢対象）としてレイティングされていたが、CEROに提出された審査資料（本編の映像）に不備があり、審査資料には含まれてはいなかったがゲーム本編には含まれていた映像に「A」区分として不相応な映像がものがあったとして、本作以降、レイティングが「B」（12歳以上対象）に引き上げられた。ガストは懲戒処分を受け、再審査の期間中は本作品の出荷を一時的に停止した。ただし販売自体は停止されず、追加生産分以降での修正もパッケージやゲームディスク上に表記されたレイティングの変更（対象年齢の引き上げ）に留まり、ゲーム内容自体の修正は行われない。
レイティングの変更後は「セクシャル」のコンテンツディスクリプターアイコンが追加された。何のシーンが問題だったか具体的な発表は無いが、作中のグラフィックを担当した岸田メルは自身のTwitter上で、作中における登場人物ジーノ・クナープの臀部表現を引き合いに、男性キャラクターが裸身を晒す表現に問題があったという見解を示している。

## ストーリー詳細

### はじまり
物語の舞台は前作の物語終了時の1年後、総人口100人の辺境の小国、アールズ王国である。この王国は5年後にアーランド共和国への併合が予定されており、その準備として、国をあげての開拓事業に取り組んでいる。
物語は国王デジエの一人娘、メルル姫がアーランドからやってきた錬金術士のトトリ（前作『トトリのアトリエ』の主人公）に弟子入りするところから始まる。
デジエ王は娘が錬金術士になることに反対し、王族の責務をはたせと迫るが、執事のルーフェスのとりなしにより条件付きで許容する。その条件は、3年以内に王国の人口を3万人以上とすることにより、錬金術の研究と王族の責務が両立することを証明するというものであった。

### ゲーム本編
ここからは、プレイヤーの手により物語を進めていく。行動は自由であるが、3年後に条件をみたさないか5年経過で、物語の状況に関わらずゲーム終了となる。
物語の主要部は、「ゲームシステム」で説明したように、開拓民の手紙から課題が設定され、それに答えるという形で成り立っている。ゲームを進めていくと、メルル姫の将来に関わるいくつかの出来事が起き、メルル姫の考えに影響していく。また、何人かの登場人物には物語の本筋から独立した固有のエピソードがある。

## 登場人物
メルルリンス・レーデ・アールズ（Merurulince Rede Arls）
声 - 明坂聡美
本作の主人公。通称：メルル。15歳。身長：155cm、O型。
アールズ王国の姫。トトリとの出会いをきっかけに、彼女に押しかけて、錬金術を学び王国を発展させていく。
ロロナやトトリに比べ、明朗快活でお転婆かつ調子に乗りやすいが、姫という立場の割には庶民的で常識のある性格。しかし、素直で何事にも一生懸命な所は2人と同じ。最初は錬金術をやりたいという情熱だけで活動しているが、アールズを発展させていくにつれて徐々に王族としての愛国心を自覚している。本人の希望により、周囲からは一貫して名前で呼ばれており(ルーフェス除く)、逆に姫と呼ばれる事はあまり好んでいない様子。その立場上、初めて出会った人物からは敬語を使われたり、彼女の身分を知らずにタメ口を聞いてしまったりした者からは当初は恐れられたりしているが、本人はその人物に普通に喋るよう促したり気にしないように言ったりしている。
必殺技は持たないものの、アイテム使用時にその威力を引き上げて再攻撃するパワーアイテムとさらに潜在能力を引き出して攻撃するポテンシャライズを使える。アイテムの威力次第では無類の攻撃力を誇るが、他2人のアシストゲージが溜まっていないと使えない。追加シナリオでは本来のロロナと出会えるようになり、アストリッドの発明でトトリとともに過去へ飛ばされる。これが『新・ロロナのアトリエ　はじまりの物語』に繋がる。
「ネルケと伝説の錬金術士たち」では、少女時代のロロナ、トトリや他の仲間達と共に登場。ロロナやトトリの話を上手くまとめるしっかり者気質になっている。

### 同行者
ケイナ・スウェーヤ（Kaena Swaya）
声 - 佐藤香織
メルルに仕えるメイドで、彼女の幼馴染。14歳。身長：152cm、A型。
しっかり者で大人しい性格。メルルとは非常に仲が良く姉妹のようだと言われるほどだが、いつも彼女に翻弄されている。行く先々で幸運に恵まれる強運の持ち主。彼女自身のみならず周囲の人物もその影響を受ける。それは、空腹で材料も無く困っている所へフアナを介して食事が大量に届いたり、調合で悩んでいたトトリが急にアイデアを思い付くといった物から、曇っていた空が晴れるほどの超常的なレベルのものまで様々である。メルルの行動が全て分かる程の洞察力で、メルルの行動の先を読んで色々用意するなどしている。
装備はカバンだが、直接攻撃に使うのはアシストアタック時のみ。通常攻撃はデフォルトで睡眠効果が付与されている範囲攻撃「ねむりぐすり」。初期スペックは低いが、潜在能力は全キャラ最高。
必殺技はプライドシスター。かばんの中からやたら大きい薬ビンを取り出して相手に投げつける。とどめ演出は薬ビンではなくハンマーを取り出して叩き潰す。
ライアス・フォールケン（Lias Falken）
声 - 市来光弘
ルーフェスの弟で、城の門番。メルルの幼馴染。16歳。身長：173cm、AB型。
兄を崇拝しており、彼の役に立ちたい、彼のようになりたいと思いながらもピンチに弱い自分の力に自信を持てずにいる。なかなか素直に感情表現はしないが、仲間想い。道を歩けば片っ端から狩人の罠に引っかかり、食べ物でロシアンルーレットをすればことごとくハズレを引くほど非常に運が悪い。
武器は地に衝撃を与える範囲攻撃が可能なパイルバンカー。相手の行動を遅らせるスキルやアシストアタックを持つ。
必殺技はフレイムランカー。猛烈な勢いで相手を殴りまくり、最後には蹴り飛ばす。とどめ演出では、その上で相手の上に飛び上がりとどめのパイルバンカーを叩き込む。
トトゥーリア・ヘルモルト（Totooria Helmold）
声 - 名塚佳織
通称：トトリ。19歳。身長：150cm、A型。
アストリッドの勝手な理由で、急遽ロロナの代理としてアーランドから派遣された錬金術士。本作では、メルルに錬金術を教える。
前作と比べると、成長しているためか若干落ちついた声になっており、本人は発言には注意しているらしいがたまにこぼれる辛辣な発言は相変わらずであんまりうまくいっていない。天才肌のロロナの難解な教育で育ったことから彼女を反面教師にしているところがあり、非常にわかりやすい教え方でメルルを育てていく。可愛いものに目が無い所は前回と同じで小さくなったロロナを可愛がっており、弟子のメルルとそのことで喧嘩をすることもしばしば。
武器は杖。ただし、攻撃の際はクラフトによる範囲攻撃である。効果は半減または1/3になるがアイテムを消費せずに使用する特技を備え、攻撃スキルではちむを呼び出して炎属性で攻撃する。また、2回目のアシストアタックはメルルの次の行動順に強制的に割り込む特殊効果を持つ。
必殺技はちむコールエンド。2体のちむを呼び出し、3人で爆弾を投げつけて攻撃する。とどめ演出では、呼び出す数が4体に増え、「ちむレンジャー」の名乗りとポーズを決めるようになる。
ロロライナ・フリクセル（Rororina Fryxell）
声 - 門脇舞以
通称：ロロナ。以前の作品からの時間経過から計算すると28歳だが外見年齢は8歳相当。身長：123cm、O型。
トトリの錬金術の先生。天然ボケ。元はアールズに行くはずだったがロロナを永遠の14歳にしようと企むアストリッドに言葉巧みに騙され、彼女の若返り薬のせいで8歳まで肉体や精神が巻き戻っており、一部の人物についての記憶はあるが記憶も曖昧になっており、知人の呼称なども前々作と異なっている。一人称はメルル達と出会った時のみ「わたし」、それ以外は「ロロナ」。アストリッドが元に戻す薬を発明するまでメルルとトトリに預けられることになる。この薬はただ若返らせるだけではなく、若返らせた年齢に固定する機能があるため、数年経過してもロロナは8歳のままである。錬金術の技能は健在で、らくがきという形でメルルたちに新しいレシピを伝えることも。エンディングによって小さいままの時もあればアストリッドの策略通り14歳の姿で登場するエンディングもある。2012年度版のガストカレンダーでは、元の姿に戻っていることが判明し、『plus』では追加エンディングでその経緯が明らかになった。さすがに年齢を気にする年になったがメルル曰く思っていたより若く見えるとのこと。またこのエンディングのみ子供にされた時の記憶を持っているようで夢を見ていた感じだと話した。現在ではPS3版でも追加エンディングが見られるようになっている。因みにメルルは彼女が大人に戻った際、それまでの呼び方の習慣から最初は「ロロナちゃん」と呼んでしまい直している。この流れは「新・ロロナ」でも見られる。
武器はロッド。前作ではフラムを投げる範囲技であったが、今作ではうにによる単体攻撃となった。HPは低いが、MPが非常に高くスキルも豊富。回避率を上げたり自分が攻撃対象になる確率を下げたりするスキルなど、基本的に被弾率が低めである。
必殺技はとっておき3号。魔法陣を展開し、ビームを発射する。とどめ演出では、極太ビームへと変化する。
ミミ・ウリエ・フォン・シュヴァルツラング（Mimi Houlier Von Schwarzlank）
声 - 井口裕香
ギルドの冒険者でトトリの親友。20歳。身長：159cm、A型。
トトリの後を追って、アールズ王国にやって来た。普段は淑やかだが、相手への好意を露にするのが苦手でついついキツイ態度をとってしまう。貴族としての矜持を持つ傍ら、冒険者を続けていたことで前作から精神的に大きく成熟している。前作で見られた偉そうな発言はほぼ発さなくなり、どの人間に対しても前作のような猫被りはせず、普通に接する。人に対しても「あんた」と呼んでいたものが「あなた」と呼ぶようになり、かなり落ち着いた人格になった。アーランドでは、ジーノとコンビを組んでいた模様。
武器は槍。相手の防御力を無視してダメージを与えるスキルが非常に強力。反面、体力と防御力は低めであり、仲間になった段階ではメルルやトトリと同等である。
必殺技はエンゼルホルン。槍を振るい、高速で相手を切り刻む。とどめ演出では、相手の頭上からとどめの一撃を放つ。
ジーノ・クナープ（Jeeno Knab）
声 - 三瓶由布子
トトリの幼馴染の青年。20歳。身長：170cm、B型。
世界一の冒険者を目指す青年。戦闘力も高い。トトリと離れてからは、ミミと組んでいたが、後に自身もアールズ王国にやって来る。
前作より体格も性格も著しい成長を遂げて大人になっているものの、常に強くなることと強敵と戦うことしか考えていない熱血ぶりを見せる。
武器は剣。単体攻撃しか持たないが、相手と状況に応じて自分の能力を著しく強化させるスキルを持つ。スキルの主属性は氷。唯一、イベントをこなさないと最強武器と必殺技が習得できない。
必殺技はクロスブレイズ。氷をまとった剣の上からさらに炎を燃やし、相手に連続攻撃を見舞う。とどめ演出では、技名にあるように十字に切り裂き、最後に指を鳴らすと同時に爆発する。
ステルケンブルク・クラナッハ（Sterkenburg Cranach）
声 - 小杉十郎太
アーランドの元騎士。愛称：ステルク。39歳。身長：185cm、血液型：A型。
冒険者達の指導をしつつ、元国王・ジオを探している。メルルの護衛を仰せつかったことで騎士としての血が再燃してしまい、年甲斐のない暴走を見せることがままある。
実はルーフェスとは似たもの同士であり、以前から鳩好きが高じて交流があったらしい。ただし、気質的にロマンチストであるため、リアリストのルーフェスとは大抵口喧嘩になる。鳩はオーソドックスに白派。
武器は大剣。スピードは遅いが、高い攻撃力と鉄壁の防御力を誇る。スキルの主属性は雷。バランスがいいものの、最終的に器用貧乏になりやすい。
必殺技はガイアブレイク。雷をまとった剣で相手に渾身の一撃を打ち込む。とどめ演出は他キャラとは一線を画し、2回の斬撃で相手を宙に切り上げ、凄まじい雷で長大化した剣をふるって月諸共両断、途中で渾身の雄叫びをあげるカットインが挿まれる、という派手な演出となっている。
『無双OROCHI2 Ultimate』にコラボキャラクターとして出演が決定している。
エスティ・エアハルト（Estiy Erhard）
声 - 佐藤利奈
アーランドの監査役にして、ステルクのお目付け役。40歳。身長：165cm、血液型：O型。
かつて諜報活動をしており、妹・フィリーにギルドを任せていた。独身であり、完全に行き遅れてしまっていることを気にしながらも、真面目に仕事をしている。元・事務職ながらジオについて回るために鍛えており、その動きは通常攻撃ですら残像が見えるほどである。
武器は二回攻撃＋状態異常判定を発生させることができる双剣。また、剣でありながら範囲攻撃でもある。スキルはドロップ率アップ、防御力ダウン、状態異常確率アップなど、多彩な効果を持つ。
必殺技はラブリーシャドウ。もはや姿を視認できないほどの速度で相手を切り刻む。とどめ演出ではさらに手数が増え、とどめにナイフを投げつけて締める。
ルードヴィック・ジオバンニ・アーランド（Ludwig Giovanni Arland）
声 - 大塚明夫
アーランド元国王。通称：ジオ。60歳。身長：172cm、血液型：B型。
大陸で最強の力を持つ騎士。放浪癖があり、現在はアールズを拠点に活動している。アールズ国王・デジエに共和制を提案した張本人。
武器は刀。隙のないパラメータに加え、一定確率で連続行動可能なスキルを持つ強力なキャラクター。
同行者として加えられるのは二周目以降、条件を満たした場合のみ。
必殺技は極・アインツェル。流れるような動きで一瞬で相手の懐に踏み込み、連続攻撃を見舞う。とどめ演出では、相手を大きく突き飛ばした後、脅威の高速移動で背後に回って横薙ぎに一閃。
フアナ・オルシズ（Juana Olsys）
声 - 小林沙苗
アールズにある露店雑貨店「フアナ雑貨店」の店主。17歳。身長：160cm、血液型：B型。
さばさばした性格で、胸元から溢れんばかりの巨乳を持つ美少女。メルルとは親しい。メルル達の活躍を、新聞（かわら版）という形で広めている。年齢はまだ若いが、言動が節々がおばさんくさいというよりおじさんくさい一面を持つ。
幽霊系モンスターの徘徊する採取場も平気で出入りする割には、幽霊が苦手でパメラとの初対面時は相当怯えていた。その後は同業者として親しくしているものの、あるイベントで彼女が明確に障害物を通り抜ける姿を見せた際には再び怯えている。
武器は敵全体を攻撃するブーメラン。スキルは攻撃効果が継続するものや、戦利品の質が向上するといったもの。反面、一撃の威力は変わらないので戦闘能力は低めである。
DLC第一弾にて、アンロックキーを購入することで同行者として加えることが可能になった。
必殺技はブッコみパチキ。4つのブーメランを投げまくり、攻撃する。とどめ演出ではさらに巨大なブーメランを投げつけて止めを刺す。
ルーフェス・フォールケン（Rufes Falken）
声 - 子安武人
デジエに仕える執事で、メルルの家庭教師。25歳。身長：185cm、A型。
非常に有能で、国政のほとんどを行う。杓子定規で冷静沈着。メルルに正しく成長して欲しいがために厳しく接する。表立って見せないものの、実は街道整備をメルルがこけないようにするために命じるなど過保護な面がある。
本人は隠したがっているようだが、実は甘党であり、上物のスイーツが手に入ったときは話しかけたりするほどである。個人依頼も大抵スイーツである。また、鳩好きでもあるが、ステルクと違って夜にも隠れやすいというような理由で、黒い鳩を愛好している。現実的に考えてステルクの騎士団設立を却下したりしたものの、本人としては騎士というものをすばらしく思っているなど、やはり根本的にはステルクと同質である。
また、ソフラの件もあってか錬金術師への信頼度は高く、アストリッドの錬金術施設建設にも応じたりしている。
武器は鞭。ちなみに、ロープ状の長いものではなく、教鞭の類である。相手のWTを押し戻したり、味方全体の素早さを高めるスキルを覚える。
DLC第一弾にて、アンロックキーを購入することで同行者として加えることが可能になった。
必殺技は情熱執事乱舞。気合をこめた拳でひたすら相手を殴打する。とどめ演出では、アッパーで相手を空高くかち上げて、星にする。
パメラ・イービス（Pamela Ibis）
声 - 谷井あすか
「パメラ屋さん」の店主。外見年齢は、17歳。身長：148cm（推定）、O型（推定）。
アールズ開拓のためにアーランドより派遣された人物の一人で、今作では幽霊の姿のままで登場。肩書きは店主だが、生産はちむ任せなのでほぼいるだけの店員に近い。
武器は傘。攻撃に対する耐性が高く、スキルによって戦闘不能になっても次のターンで復活することができる。反面、HPとLPが低く、直接的な攻撃力には欠ける。
DLC第一弾にて、アンロックキーを購入することで同行者として加えることが可能になった。
必殺技はふぁんたずむ。魔法陣から赤と青の動く鎧2体を呼び出し、攻撃する。とどめ演出では、その2体が相手の中に入り込み、パメラの傘の一撃で爆発する。

### 城の関係者
デジエ・ホルストナ・アールズ（Dessie Horstna Arls）
声 - てらそままさき
現アールズ国王で、メルルの父親。50歳半ば。身長：168cm、B型。
国政は、ほとんど執事のルーフェスに任せているが、国民からの支持は高い。一人娘であるメルルに対しては甘いところがある。ジオとは旧友。密かにフアナの新聞に詩を投稿しており、誤って本名で掲載されるという珍事も起きているが、特に話題には上っていない。
ソフラネイス・ユオ・アールズ
通称：ソフラ。メルルの叔母にしてデジエの妹。故人。ジオやデジエ曰く、メルルによく似ているとのこと。
かつてジオとデジエとともに旅をした錬金術士。ヴェルス火山を封じる戦いの際に命を落とした。そのためメルルが錬金術をやることを決めた際、デジエは猛反対することになる。

### ショップ経営者
ハゲル・ボールドネス（Haggel Baldness）
声 - 立木文彦
「漢の武器屋」の店主。53歳。
アールズ開拓のためにアーランドより派遣された人物の一人で、気さくな性格は相変わらず。
過去のシリーズ同様メルル達の武器や防具を作る事になる。
アストリッド・ゼクセス（Astrid Zxes）
声 - 田中敦子
ロロナの師匠で、トトリの師匠の師匠にして恩人、メルルの師匠の師匠のそのまた師匠にあたる自称偉大なる錬金術士。外見は14年前と変わっていないが、実年齢40歳。
偉大なる錬金術士を自称しているだけに錬金術の腕前は相変わらず天才的でロロナを若返らせようと、自らを実験した為、ロロナと同じく外見が若返っており、ロロナを14歳の姿に戻すべくアールズのアトリエへと訪れる。物語の中盤より、「トトリのアトリエ」のピルカ同様、希少なアイテムを販売するようになる。

### その他
フィリー・エアハルト（Filly Erhard）
声 - 大垣理香
アーラントのギルドの受付孃。27歳。身長：156cm、O型。
トトリと共にアールズ王国にやって来た。前作では極度の人見知りだったが、現在は慣れている。反面、妄想癖も以前より増し、男同士のものも平気。ただし、威圧感を受けるルーフェスなどは苦手である。又、ミミに対しても前作での性格が未だに心に残っているのか、見る度に悲鳴を上げている。
ペーター・リーツ（Peter Lietz）
声 - 菊池英博
アールズ・アーランド間を走っている馬車の御者。27歳。
アーランドから派遣された冒険者やショップ経営者を馬車で引き連れている。アールズに来て早々、何やら企んでいる様子。とあるエンディング条件に絡んでいるため、そのエンディングに到達するためには彼に話しかける必要がある。
作中で既婚者である事が発覚しており、前作の6年間で結婚したことになる。ただ、岡村ディレクターによれば「（誰にも自慢はせず平気でアランヤ村から遠く離れてアールズに出向いてきている点より）前作でゾッコンだったツェツィ（トトリの姉）ではない」という事が注釈されている。
ホム（Hom）
声 - 結城アイラ（男）、彩乃羽由貴（女）
ロロナの世話をするホムンクルス。年齢不詳。身長：142cm、血液型不詳。
作り手の命令には忠実に従い、錬金術も含めた様々な作業のサポートをこなす。前々作では男女一方しか選べなかったが、本作では男女共に登場。又前々作では作業が終了する度に再度命令を出す必要が有ったが、今作ではホムボードで「休息してもらう」のコマンドを選ばない限り無限に頼んだ品物の調合・採取を行うようになった。調合は前々作と違い、材料が無くてもこなしてくれる。調合レベルの上昇の概念は無くなった。更に今作では二人登場する為、前々作より作業効率が増した。メルルのことは「ピコマスター」と呼んでいるが、敬称なのかは不明。
なお、今作でちむと意思疎通ができることが判明した。また、材料もやはりちむと同様のものであるようである。
アストリッドに頼むのかどうなのかは不明だが、ちむを増やす手段がある模様。
ちむ（Chim）
声 - 三瓶由布子（男）、谷井あすか（女）
前作「トトリのアトリエ」で、ロロナがホムを参考にトトリのために作ったホムンクルス。ホムとは違い、既存のアイテムを完璧に複製する技術を持つ。｢ちむ｣としか喋れないため知能が不明だったが、ホムとの会話を見る限り決して低くはない模様。
今作ではパメラ屋さんのお手伝いや、トトリのスキル発動時に登場する。
マスク・ド・G
声 - 大塚明夫
どこからともなく現われ、ピンチを救っていく謎のヒーロー…なのだが、どう頑張って見てもジオである。服装もそのままで目元を隠すマスクをしているだけというバレバレの変装で前々作はロロナだけ正体に気づかなかったが、今作ではメルルやミミなどかなりの人物が同様にその正体に気づいていない。
とあるイベントで彼と本気で戦うことになるが、下準備を整えないと大陸最強の実力を存分に叩き込まれることになる。

## 主題歌
オープニングテーマ「Cadena」
作詞 - 青木香苗 / 作曲・編曲 - 阿知波大輔 / 歌 - 山本美禰子
エンディングテーマ「メトロ」
作詞・作曲・編曲 - 柳川和樹 / 歌 - mao
挿入歌「Cloudy」
作詞 - 青木香苗 / 作曲・編曲 - 阿知波大輔 / 歌 - 茶太
挿入歌「Little Crown」
作詞・作曲・編曲 - 柳川和樹 / 歌 - 野見山睦未
戦闘曲「錬金少女メルルのうた」
作詞 - 青木香苗 / 作曲・編曲 - 阿知波大輔 / 歌 - 真理絵

## コミカライズ
唐辛子ひでゆ作画で『コンプティーク』2012年1月号から2013年1月号まで連載、単行本全2巻。